# 孫慶餘
孫慶餘（1949年12月10日—），台灣企業家，永慶房產集團創辦人。

## 生平
孫慶餘是台灣永慶房產集團創辦人、集團現任董事長，生於臺灣高雄市左營區。自逢甲大學土木工程系畢業，退伍後在中華工程擔任工程師，曾被中華工程派赴沙烏地阿拉伯參與建築工作。
1988年成立永慶房屋，1990年台灣股票從1萬2千多點重挫到2千點，那一年台灣股市房市淒風苦雨，永慶房屋績效逆勢成長，吸引天下雜誌記者報導是「不景氣中的贏家」。
1989年為了催生台灣的《不動產仲介經紀業管理條例》立法，主動翻譯日本《宅地建物取引業法》提供給中華民國內政部參考，因此獲得內政部頒發「地政貢獻獎」 。
之後陸續成立房仲加盟品牌：永慶不動產、有巢氏房屋、台慶不動產、永義房屋，形成「永慶房產集團」。 

2023年入選《Tatler》雜誌「2023年亞洲最具影響力人物Asia’s Most Influential」名單，為亞洲唯一入選的房仲業者。  

## 經歷
- 1979年，創辦「大台北不動產仲介聯盟加盟體系」(住商不動產的前身)。
- 1986年，更名為「住商不動產」
- 1988年，創立「永慶房屋」。
- 2002年，成立「永慶不動產」。
- 2003年，成立「有巢氏房屋」。
- 2012年，成立「台慶不動產」。
- 2021年，成立「永義房屋」。

## 獲獎
- 1994年，獲頒中華民國第17屆「青年創業楷模」。
- 1996年，獲頒中華民國首屆「傑出企業領導人獎」。
- 2004年，獲中華民國不動產仲介經紀全聯會頒「貢獻殊偉獎」。
- 2008年，獲逢甲大學頒發「第10屆傑出校友獎」。
- 2009年，獲經濟部頒發「金商獎」。
- 2014年，獲頒「內政部地政貢獻獎」。[10] [11] [12]
- 2023年，獲頒《Tatler》雜誌「2023年亞洲最具影響力人物Asia’s Most Influential」。[13][14]

## 理念
- 先誠實再成交[15] [16]

## 外部連結
- 永慶房仲網 （页面存档备份，存于）
- 先誠實再成交 （页面存档备份，存于）
- Tatler Taiwan  （页面存档备份，存于）